# Clément-Émile Roques

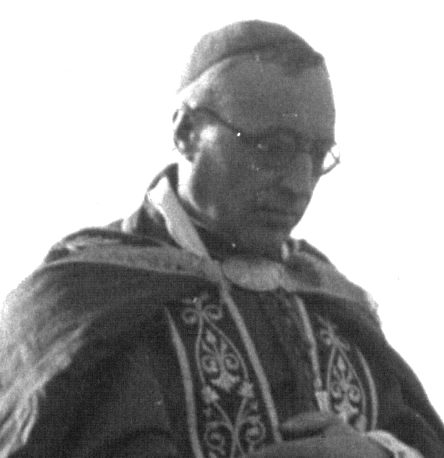
Erzbischof Clément-Émile Roques (vor 1941)

Kardinalswappen

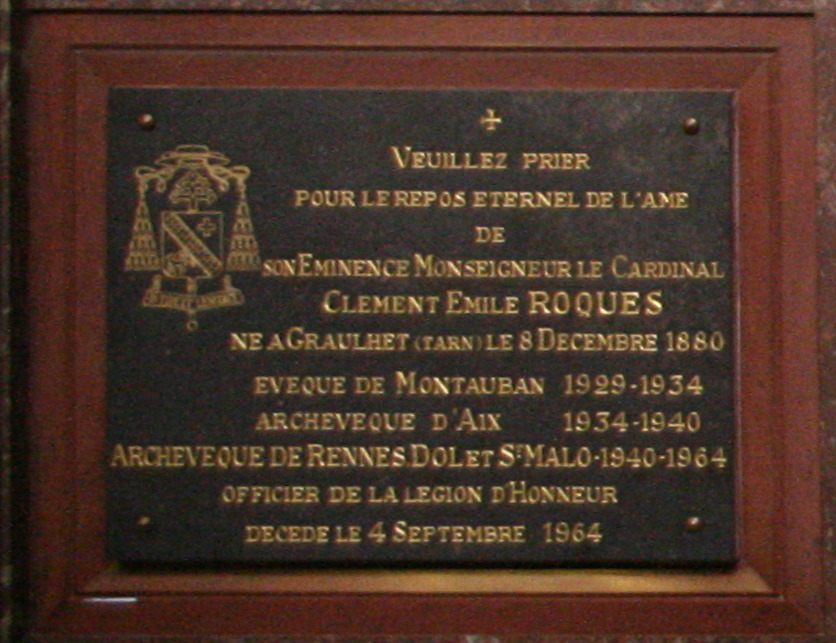
Gedenktafel in der Kathedrale Saint-Pierre de Rennes

Clément-Émile Kardinal Roques (* 8. Dezember 1880 in Graulhet, Frankreich; † 4. September 1964 in Rennes) war Erzbischof von Rennes.

## Leben
Clément-Émile Roques studierte in Albi und Toulouse die Fächer Philosophie und Katholische Theologie. Er empfing am 2. April 1904 das Sakrament der Priesterweihe und arbeitete anschließend als Gemeindepriester, Studienpräfekt und Seminarleiter in Castres.
Am 15. April 1929 ernannte ihn Papst Pius XI. zum Bischof von Montauban. Die Bischofsweihe spendete ihm der Erzbischof von Albi Pierre-Célestin Cézerac (1856–1940) am 24. Juni desselben Jahres; Mitkonsekratoren waren Jules-Géraud Saliège, Erzbischof von Toulouse, und Charles Challiol, Bischof von Rodez. 1934 übertrug ihm Pius XI. die Leitung des Erzbistums Aix.
Papst Pius XII. übertrug Clément-Émile Roques im Jahre 1940 die Leitung des Erzbistums Rennes und nahm ihn am 18. Februar 1946 als Kardinalpriester mit der Titelkirche Santa Balbina in das Kardinalskollegium auf. Clément-Émile Kardinal Roques vertrat als Päpstlicher Legat den Papst bei mehreren Feierlichkeiten und nahm am Konklave 1958 teil, das Johannes XXII. wählte. Kardinal Roques war zudem in den Jahren 1962 und 1963 Teilnehmer der ersten beiden Sessionen des Zweiten Vatikanischen Konzils. Ebenso nahm er am Konklave des Jahres 1963 teil, aus dem Paul VI. als Papst hervorging.
Clément-Émile Roques starb am 4. September 1964 in Rennes und wurde in der dortigen Kathedrale beigesetzt.